# Heteropoda spurgeon
Heteropoda spurgeon là một loài nhện trong họ Sparassidae.
Loài này thuộc chi Heteropoda. Heteropoda spurgeon được Hugh Davies miêu tả năm 1994.